# ペーダー・ニールセン・ホレボー

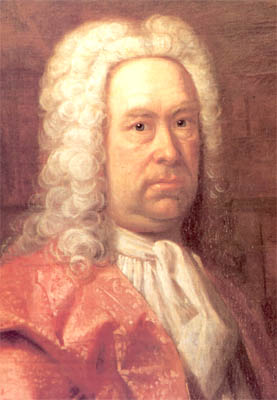
ペーダー・ニールセン・ホレボー

ペーダー・ニールセン・ホレボー（Peder Nielsen Horrebow (Horrebov)、1679年5月14日 - 1764年4月15日）は、デンマークの天文学者。

## 人物
ユトランドのログストールで貧しい漁師の家に生まれた。1703年にコペンハーゲン大学に入った。機械や楽器の修理をして学費を稼ぎ、1716年に修士号を、1725年に博士号を取得した。1703年から1707年までオーレ・レーマーの家に住み、助手として働いた。1707年からデンマーク貴族の家庭教師を務めた。1714年にコペンハーゲン大学の数学の教授となった。コペンハーゲン大学天文台の所長も務め、後にこの職は息子のクリスチアン・ホレボーに引き継がれた。
1728年にコペンハーゲンに起こった大火事によってオーレ・レーマーの論文や彼のつくった観測機器が失われると、ホレボーは Basis Astronomiae (1734-35)を著し、レーマーの科学的な業績について記述した。ホレボー自身の設備も失われたが、政府や裕福な庇護者の援助で観測所を再建した。
ホレボーの開発した緯度の観測法は、ホレボー・タルコット法とよばれる。天頂の南北両側にある２個の恒星の高度角の差を測定して緯度を求める方法で、ホレボーが開発した後忘れられていたが、1833年にアメリカの技術者アンドリュー・タルコットによって再発見された。
航海についての著述を行い、太陽の視差が 9"であることを示し、ケプラーの方程式の近似解を求めた。フランス科学アカデミーを含む多くの学会の会員をつとめた。コペンハーゲンで没した。
月のホレボークレータはホレボーの功績により命名された。